# 2時のホント
『2時のホント』（にじのホント）は、1999年4月1日から2000年3月31日まで、フジテレビ系列他で生放送されたフジテレビ制作の平日午後の情報番組である。

## 概要
『ビッグトゥデイ』の1コーナー「辛口ピーコのファッションチェック」を務めたピーコを司会に起用し、1年間放送された。最終回は番組開始約1時間前に北海道の有珠山が噴火したため、番組のほとんどの時間が有珠山噴火に関するニュースとなった。
一部のコーナーを除きテーブルがなく、司会陣とコメンテーター陣がやや向き合う形で座る形をとっていた。
また、メイン司会を務めた当時フジテレビアナウンサーの境鶴丸は、通常ノーネクタイにジャケットというラフなスタイルで番組を進行したが、全日空61便ハイジャック事件などの大きな事件が発生した場合はスタジオのみならず、スーツにネクタイ姿で現場からのリポートも行った。
本番組終了後、ピーコは『ジャスト』（TBS系列）に出演し、「辛口ピーコのファッションチェック」もそちらで継続した。したがって本番組終了に伴い「ジャスト」をネット開始したテレビ山口では継続してファッションチェックが放送されることになった。

## 放送時間
- 平日14:00 - 15:25
前身の『ビッグトゥデイ』より、30分短縮された。

## 出演者

### 司会

#### メイン司会・アシスタント
| 期間      | 期間      | メイン司会 | アシスタント  | アシスタント |
| 期間      | 期間      | メイン司会 | 月・水 - 金曜 | 火曜         |
| --------- | --------- | ---------- | ------------- | ------------ |
| 1999.4.1  | 1999.10.1 | 境鶴丸     | 菊間千乃      | 菊間千乃     |
| 1999.10.4 | 2000.3.31 | 境鶴丸     | 菊間千乃      | 吉崎典子     |

代打アシスタント
- 吉崎典子：菊間千乃が休暇時の代打ピンチヒッター
- 深澤里奈：菊間千乃が休暇時の代打ピンチヒッター
- 荒瀬詩織：菊間千乃が休暇時の代打ピンチヒッター

#### 司会兼コメンテーター
- ピーコ
  - おすぎ：ピーコが休暇時の代打ピンチヒッター
  - 落合信子：ピーコが休暇時の代打ピンチヒッター

### その他

#### 芸能解説
- 前田忠明（フジテレビ専属芸能デスク）

#### 新聞解説
- 武久成之（夕刊フジ編集長→産経新聞編集委員）

### ナレーション
- 古川登志夫
- 中村尚子
- 平野正人

## 主なコーナー
- ピーコのアトリエ（スタジオインタビュー）
- 辛口ピーコのファッションチェック

## ネット局
| 放送対象地域   | 放送局                    | 系列                                         | 備考                    |
| -------------- | ------------------------- | -------------------------------------------- | ----------------------- |
| 関東広域圏     | フジテレビ（CX）          | フジテレビ系列                               | 制作局                  |
| 北海道         | 北海道文化放送（uhb）     | フジテレビ系列                               |                         |
| 岩手県         | 岩手めんこいテレビ（mit） | フジテレビ系列                               |                         |
| 宮城県         | 仙台放送（OX）            | フジテレビ系列                               |                         |
| 秋田県         | 秋田テレビ（AKT）         | フジテレビ系列                               |                         |
| 山形県         | さくらんぼテレビ（SAY）   | フジテレビ系列                               |                         |
| 福島県         | 福島テレビ（FTV）         | フジテレビ系列                               |                         |
| 新潟県         | 新潟総合テレビ（NST）     | フジテレビ系列                               | 現在：NST新潟総合テレビ |
| 長野県         | 長野放送（NBS）           | フジテレビ系列                               |                         |
| 静岡県         | テレビ静岡（SUT）         | フジテレビ系列                               |                         |
| 富山県         | 富山テレビ（BBT）         | フジテレビ系列                               |                         |
| 石川県         | 石川テレビ（ITC）         | フジテレビ系列                               |                         |
| 福井県         | 福井テレビ（FTB）         | フジテレビ系列                               |                         |
| 中京広域圏     | 東海テレビ（THK）         | フジテレビ系列                               |                         |
| 近畿広域圏     | 関西テレビ（KTV）         | フジテレビ系列                               |                         |
| 島根県・鳥取県 | 山陰中央テレビ（TSK）     | フジテレビ系列                               |                         |
| 岡山県・香川県 | 岡山放送（OHK）           | フジテレビ系列                               |                         |
| 広島県         | テレビ新広島（tss）       | フジテレビ系列                               |                         |
| 山口県         | テレビ山口（tys）         | TBS系列                                      | 次番組は『ジャスト』    |
| 徳島県         | 四国放送（JRT）           | 日本テレビ系列                               | 次番組は『ザ・ワイド』  |
| 愛媛県         | 愛媛放送（EBC）           | フジテレビ系列                               | 現在：テレビ愛媛        |
| 高知県         | 高知さんさんテレビ（KSS） | フジテレビ系列                               |                         |
| 福岡県         | テレビ西日本（TNC）       | フジテレビ系列                               |                         |
| 佐賀県         | サガテレビ（STS）         | フジテレビ系列                               |                         |
| 長崎県         | テレビ長崎（KTN）         | フジテレビ系列                               |                         |
| 熊本県         | テレビ熊本（TKU）         | フジテレビ系列                               |                         |
| 大分県         | テレビ大分（TOS）         | フジテレビ系列 日本テレビ系列                |                         |
| 宮崎県         | テレビ宮崎（UMK）         | フジテレビ系列 日本テレビ系列 テレビ朝日系列 |                         |
| 鹿児島県       | 鹿児島テレビ（KTS）       | フジテレビ系列                               |                         |
| 沖縄県         | 沖縄テレビ（OTV）         | フジテレビ系列                               |                         |

### 番組終了後のネット局の動向
本番組終了以降、フジテレビ系列は平日午後のワイドショーから一旦撤退した。理由は『ザ・ワイド』や『ジャスト』との勝負を避け、夕方に絞る形で『スーパーニュース』の拡大リニューアル（17:00開始に拡大）を行ったため。境・菊間も一部コーナーで参加、新たに芸能情報も扱うようになり、報道・情報番組の人気キャスター・アナウンサーを集約したことから、事実上午後のワイドショーと夕方のニュースが統合した形になったものと言える。これ以降、2012年4月2日の『知りたがり!』枠移動・第1部ネットワークセールス枠移行まで、『スーパーニュース』の演出方法・特集やニュースの内容が従来のワイドショーと差異がなくなっていた。
系列外のテレビ山口（tys・JNN系列だが、1987年9月まではフジテレビ系列とのクロスネット局）・四国放送（JRT・NNN系列）は、『3時のあなた』以来32年続いたネットから撤退して、前者は『ジャスト』、後者は『ザ・ワイド』とそれぞれ本来の系列番組にネットが変更された。これに伴い、FNS非加盟局での当枠の放送はすべて打ち切られた。。
全国枠は14:00 - 14:05に辛うじて残っていた（2012年3月までは『はじめて記念日』を放送。4月からは単独番組としてではなく、『知りたがり!・第1部』の内包番組となっていた。『知りたがり!』打ち切りに伴い同時に終了）ものの、それ以降はローカル枠となっていた。
フジテレビは、14:05からの約3時間は再放送枠の『チャンネルα』のみとなっていたが、翌2001年になって関東ローカルで『地元発信! 東京ジモティ』を放送するも、短命に終わる。その後、全編ローカルセールスの全国ネット番組で『F2』（後に『F2-X』→『F2スマイル』にリニューアル）となったが、2005年9月で終了。変わって金曜日のみ『ひるこた!』（当時9:55 - 11:25で放送されていた『こたえてちょーだい!』の兄弟番組）が放送されていた（こちらも全編ローカルセールスでの全国ネット番組）が、2007年3月に終了した。
関西テレビは『2時ドキッ!』（後に『2時ワクッ!』にリニューアル）が2000年7月にスタートし、西日本の系列局を中心にネットされていたが、2005年内に終了した。その後、2009年から『アップ&UP!』、『キキミミ!』、『ハピくるっ!』と変わっていったが、これらの番組は関西ローカルの放送となっている。ただ、『ハピくるっ!』は後に関西ローカルから一部地域を中心にネットされていたが、同番組終了を機に再び撤退し、2021年4月からは関西ローカルで『2時45分からはスローでイージーなルーティーンで』が放送を開始し、2023年4月からは西日本の系列局を中心に番販ネットされていた。
その後、2012年4月に『知りたがり!』の枠移動・拡大によって、（第1部のみではあるものの）フジテレビ系列のネットワークセールス枠の午後枠情報番組が本番組終了以来12年ぶりに再開した。
しかし、｢知りたがり!｣も2013年3月で終了、後番組の『アゲるテレビ』もわずか半年後の9月で終了し、一旦フジテレビ系列のネットワークセールス枠の午後枠情報番組が再撤退。その後2015年4月からは『直撃LIVE グッディ!』で再開したが、2020年9月で終了し、それ以降は前座の時間帯（昼のワイドショー・情報番組と午後のワイドショー枠と統合する形）で放送していた『バイキング』が放送時間を拡大する形で『バイキングMORE』に番組名を変更し、放送時間を縮小。それ以降は2022年4月から『ポップUP!』となったが、視聴率低迷などから同年12月で終了。2023年1月からはバラエティ番組の『ぽかぽか』が放送、同時に午後枠情報番組からも再々撤退し、｢ぽかぽか｣も4月改編で放送時間が1時間に縮小されたため、フジテレビ系列のネットワークセールス枠（14時台）は再び撤退している。
その一方で、2021年4月から関西テレビ制作の『2時45分からはスローでイージーなルーティーンで』が『1時50分からはスローでイージーなルーティーンで』（スロイジ）という形で放送時間を繰り上げ。さらに前述通り静岡より西のFNS系列局へもネットを開始。結果として、『2時のホント』→『2時ドキッ!』時代同様、制作局がフジから関テレ、さらに西日本の局が後継ぎとしてネットするという形を繰り返している。その後、『スロイジ』は2023年10月から『旬感LIVE とれたてっ!』へ変わり、関西発のワイドショーが再び設定されている（『とれたてっ!』は、主に不定期の祝日にフジテレビでも放送される場合がある）。